# هنری ادواردز
هنری ادواردز (انگلیسی: Henry Edwards (entomologist)؛ ۲۷ اوت ۱۸۲۷ – ۹ ژوئن ۱۸۹۱) یک هنرپیشه، حشره‌شناس، نویسنده، و جانورشناس اهل ایالات متحده آمریکا بود.